# NGC 4688
NGC 4688 is een balkspiraalstelsel in het sterrenbeeld Maagd. Het hemelobject werd op 17 april 1786 ontdekt door de Duits-Britse astronoom William Herschel.

## Synoniemen
- UGC 7961
- MCG 1-33-13
- ZWG 43.28
- IRAS 12452+0436
- PGC 43189